# Signoria di L'Isle-Jourdain
L'Isle-Jourdain (on occitano Ylla o Ilha) era una signoria e in seguito contea situata nei pressi di Gers in Guascogna durante l'alto medioevo. Prese il suo nome, Jourdain, dal suo barone, crociato in Terrasanta, il quale venne battezzato nel fiume Giordano durante la prima crociata. Il suo ultimo conte vendette il feudo al Re di Francia. 

## Signori
- Odo (1000 ca. - 1038)
- Raymond (1038 - 1089)
- Jordan I (1089 - 1132)
- Bernard I (1132 - ?)
- Jordan II (? - 1195)
- Jordan III (1196 - 1205)
- Bernard II Jordan (1205-1228)
- Bernard III (1228 - 1240)
- Jordan IV (1240 - 1271)
- Jordan V (1271 - 1303 o 1306)
- Bernard IV Jordan (1303 o 1306 - 1340)

## Conti
- Bertrand I (1340 - 1349)
- John Jordan I (1349 - 1365)
- Bertrand II (1365 - 1369)
- John Jordan II (1369 - 1375)
- Jordan VI (1375 - 1405)